# Emilio Sagot
Emilio Alfonso Sagot Ortega (26 de febrero de 1942 - 23 de julio de 2015) fue un futbolista costarricense, que jugaba en la posición de guardameta. Formó parte de la selección de nacional de su país.

## Trayectoria deportiva
A los 10 años de edad, se inició como delantero con el equipo del barrio josefino de Cristo Rey, posteriormente jugó con el Julio Girón y el Once Águilas de Guadalupe. En este último equipo decidió probar suerte bajo el marco y nunca más dejó ese puesto. Participó en las divisiones menores del Deportivo Saprissa, entre los años de 1956 y 1962, pasando posteriormente al Orion FC. Entre los años de 1965 a 1970 incursionó en el fútbol mexicano con equipos de trayectoria como el Club Zacatepec, Club de Fútbol Atlante y Club de Fútbol Pachuca. Regresó luego a su tierra natal, donde defendió los colores de la Liga Deportiva Alajuelense conquistando el Campeonato de Fútbol de Costa Rica 1970 y el Campeonato de Fútbol de Costa Rica 1971; finalizando su carrera con el Club Sport Cartaginés; retirándose en el año 1972. 

## Selección nacional
Lo llamaron a la Selección Juvenil en el año 1960. Debutó con la selección mayor en 1963, tuvo seis convocatorias seguidas hasta 1965 y realizó 13 encuentros internacionales de clase A. Disputó los dos primeros Norcecas de Naciones de la Concacaf, en 1963 en El Salvador y 1965 en Guatemala. Ganó el IV Campeonato Centroamericano de Fútbol Juvenil de 1960, en Tegucigalpa, Honduras. A mediados de los años 60 fue monarca universitario de Centroamérica, en torneo en El Salvador. Monarca con la Tricolor en el I Norceca de la Concacaf, en 1963. Declarado el mejor portero del Norceca de 1965.

## Marcas
Arquero menos vencido de la temporada de 1970, con 26 goles en 32 partidos (promedio de 0,81 goles por juego). Mantuvo un récord nacional de imbatibilidad en eliminatorias mundialistas, tras acumular 377 minutos sin recibir goles en la fase previa al Mundial de Inglaterra 1966, marca que luego batió Erick Lonnis en el 2001, con 412 minutos sin anotaciones. 